# Jacques Kergoat
Jacques Kergoat (Brest, 3 de abril de 1939 - Poitiers, 29 de julio de 1999) fue un político e historiador francés.
Se afilió al Partido Socialista Unificado en 1960, sin embargo tras mayo del 68 sería forzado a abandonar la formación, para ingresar en 1972 en la trotskista Liga Comunista Revolucionaria.
Fue autor de obras como Le Parti socialiste de la Commune à nos jours (Le Sycomore, 1983), Marceau Pivert, “socialiste de gauche” (Les Editions de l'Atelier, 1994), una biografía de Marceau Pivert, Histoire du Parti Socialiste (La Découverte, 1997) o La France du Front populaire (La Découverte, 2006), entre otras. También dirigió la publicación de Le monde du travail (La Découverte, 1998), junto a Josiane Boutet, Henri Jacot y Danièle Linhart.